# Tengiz Iremadze
Tengiz Iremadze (georgiano: თენგიზ ირემაძე) (9 marzo 1973) è un filosofo georgiano.
I suoi principali campi di studio sono la filosofia della mente (teoria dell'intelletto), la filosofia cristiana, la filosofia della guerra e della pace e l'urbanistica filosofica. Presta particolare attenzione alla filosofia medievale, moderna e contemporanea georgiana ed europea.
L'opera di Tengiz Iremadze è dedicata alla filosofia antica (Pitagora, Platone, Aristotele) e alla tarda antichità (Proclo), nonché al pensiero cristiano medievale georgiano e latino (Ioane Petritsi, Teodorico di Friburgo, Bertoldo di Moosburg). Inoltre, ha tradotto in lingua georgiana le opere di Gottfried Wilhelm Leibniz, Martin Heidegger, Walter Benjamin, Hans Blumenberg, André Glucksmann ed Ernst Meister. È il curatore delle traduzioni in georgiano delle opere di Friedrich Nietzsche, Alexis de Tocqueville, Thomas Paine, Benjamin Franklin, Thomas Jefferson, James Wilson, Benjamin Rush, John Dewey, Henri Bergson, Carl Schmitt, Leo Strauss, Hannah Arendt, Niklas Luhmann ecc.

## Biografia
Tengiz Iremadze ha studiato filosofia e sociologia presso l'Università statale Ivane Javakhishvili di Tbilisi dal 1993 al 1998. Tra i suoi insegnanti accademici spicca il filosofo georgiano Guram Tevzadze. Nella sua tesi di diploma Tengiz Iremadze ha delineato un'interpretazione di "Così parlò Zarathustra" di Nietzsche.
Nel 2003 ha conseguito il dottorato di ricerca in filosofia presso la Ruhr-Universität di Bochum sotto la supervisione del filosofo tedesco Burkhard Mojsisch (1944-2015). La sua tesi di dottorato si intitola: "Le concezioni del pensiero nel neoplatonismo. La ricezione della filosofia di Proclo nel pensiero medievale tedesco e georgiano: Teodorico di Friburgo – Bertoldo di Moosburg - Ioane Petritsi".
Dal 2007 Tengiz Iremadze è Professore di filosofia e scienze sociali all'Università Grigol Robakidze (Tbilisi, Georgia) e Direttore dell'Istituto di filosofia e scienze sociali della stessa Università. Nel 2015 è diventato Professore di filosofia presso la Nuova Università Georgiana (Poti, Georgia) ed è Direttore dell'Archivio di filosofia e teologia caucasica della stessa Università. Tengiz Iremadze è anche redattore capo ed editore di numerose collane filosofiche in Georgia e in Europa. Dal 2014, insieme ai filosofi tedeschi Udo Reinhold Jeck e Helmut Schneider, pubblica la Collana scientifica "Filosofia e teoria sociale" (Berlino, Casa editrice "Logos").

## Pensiero

### Il contesto interculturale della storia della filosofia
Già nella sua tesi di dottorato (2003) Tengiz Iremadze ha prestato particolare attenzione al concetto di filosofia interculturale. In questo lavoro ha analizzato la storia della ricezione di uno dei concetti centrali (la teoria del pensiero) di Proclo, pensatore di spicco della tarda antichità, nell'Occidente latino medievale. Allo stesso tempo, nel suo studio ha incorporato vecchi testi georgiani che si riferiscono agli "Elementi di teologia" di Proclo, nella traduzione e col commento di Ioane Petritsi.

### Filosofia caucasica
Tengiz Iremadze ha sviluppato questa direzione di ricerca nella sua opera "Philosophy at the Crossroads of Epochs and Cultures" (2013). In quest'opera Tengiz Iremadze ha combinato studi storici e analisi sistematica e ha sviluppato i presupposti metodologici e le basi della "filosofia caucasica". L'opera può essere suddivisa in tre parti: nelle riflessioni introduttive Tengiz Iremadze sviluppa le basi metodologiche e discute il concetto chiave di "crocevia" da diverse prospettive. Nella prima parte dell'opera viene presentata la fenomenologia del "bivio" dall'importante prospettiva del pensiero interculturale, mentre nella seconda parte vengono discussi i concetti filosofici fondamentali [Essere/Esistenti, Verità/Interpretazione, Ricezione/Trasformazione, Individualismo/Intersoggettività, Conoscenza/Saggezza], che non solo sono stati importanti nel corso della storia della filosofia, ma avranno anche un grande valore in futuro. Nella terza parte Iremadze discute i nuovi concetti del pensiero interculturale. Anche il concetto di "crocevia" svolge un ruolo importante, perché è alla base della nuova teoria filosofica interculturale.

## Opere principali
- Konzeptionen des Denkens im Neuplatonismus. Zur Rezeption der Proklischen Philosophie im deutschen und georgischen Mittelalter: Dietrich von Freiberg – Berthold von Moosburg – Joane Petrizi (Bochumer Studien zur Philosophie, Bd. 40), Amsterdam/Philadelphia: B. R. Grüner Publishing Company, 2004, ISBN 9789060323694.
- Friedrich Nietzsche: "Così parlò Zarathustra": Testo e contesto, Tbilisi: Casa editrice "Nekeri", 2006, ISBN 99940-890-1-3
- Der Aletheiologische Realismus. Schalwa Nuzubidse und seine neuen Denkansätze, Tbilissi: Publishing House “Nekeri”, 2008, ISBN 978-9941-404-41-2
- Walter Benjamin. Vita - Opere - Attualità, Tbilisi: Casa editrice "Nekeri", 2008, ISBN 978-9941-404-20-7
- La filosofia all'incrocio delle epoche e delle culture, Tbilisi: Casa editrice "Nekeri", 2013, ISBN 978-9941-436-55-0
- Pitagora nel contesto della filosofia caucasica, Tbilisi: Casa editrice "Nekeri", 2014, ISBN 978-9941-457-32-6
- La filosofia di Friedrich Nietzsche e le prospettive della sua interpretazione, Tbilisi: Casa editrice "Nekeri", 2015, ISBN 978-9941-457-36-4
- Filosofia medievale georgiana. Un quadro sistematico per comprenderne le specificità, Tbilisi: "Favorite Style", 2019. ISBN 978-9941-8-1633-8
- Filosofia georgiana della prima età moderna. Un quadro sistematico per comprenderne le specificità, Tbilisi: "Favorite Style", 2020. ISBN 978-9941-8-2898-0
- La filosofia di Ioane Petritsi, Tbilisi: "Favorite Style", 2021. ISBN 978-9941-8-3091-4
- Filosofia medievale, Tbilisi: "Favorite Style", 2022. ISBN 978-9941-8-4301-2
- La filosofia di Shalva Nutsubidze. Breve analisi critico-sistematica, Tbilisi: Casa editrice "Nekeri", 2023, ISBN 978-9941-501-62-3
- Filosofia post-umanistica, Tbilisi: "Favorite Style", 2023. ISBN 978-9941-8-5884-0